# Friedrich von Rumohr

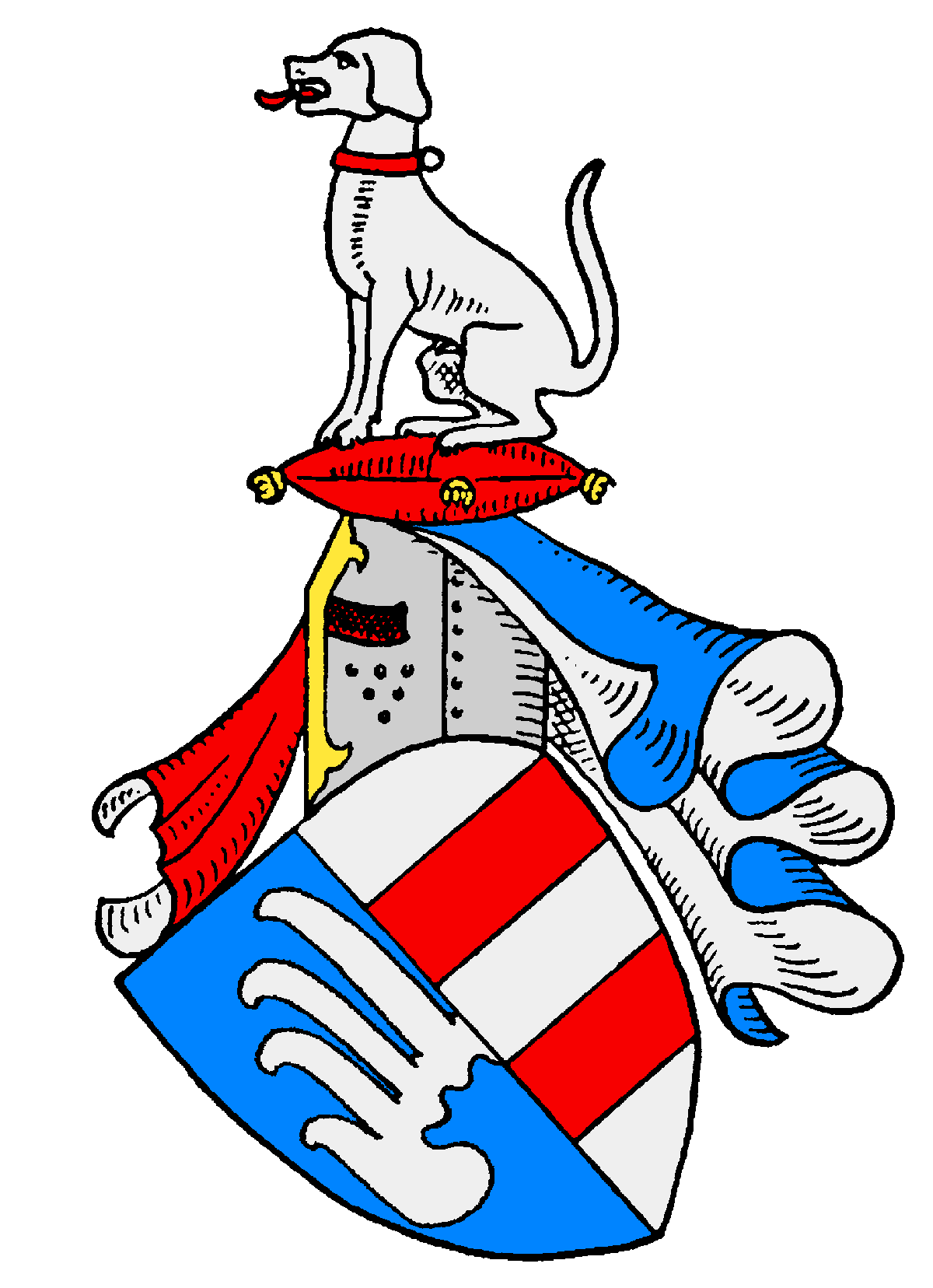
Wappen derer von Rumohr

Friedrich von Rumohr (* 24. Juni 1723; † 24. Oktober 1765 in Lübeck) war ein deutscher Domherr.

## Leben
Friedrich von Rumohr entstammte dem holsteinischen Uradelsgeschlecht (Equites Originarii) von Rumohr. Er war der dritte Sohn von Christian August von Rumohr auf Rundtoft (1690–1743) und dessen Frau Agnete Caecilie, geb. von Wickede (1700–1723). Als einziges Kind des Domdekans Johann von Wickede (1664–1732) brachte sie das wickedesche Gut Groß Steinrade, eines der Lübschen Güter, in die Familie Rumohr. Carl Friedrich von Rumohr war sein Neffe.
Im Gegensatz zu seinen beiden älteren Brüdern Christian August (1721–1775) auf Rundtoft und Henning (1722–1804) auf Ohrfeld erhielt er kein Gut als väterliches Erbteil. Stattdessen erhielt er schon im Alter von 9 Jahren am 17. September 1732 ein Anrecht auf eine Präbende im Lübecker Domkapitel. Auf der Präbende, die zuvor Franz Joachim von Ranzau innehatte, lag eine Expektanz des damaligen Fürstbischofs Adolf Friedrich zugunsten eines Nepoten des Domdekans Johann von Wickede.
Am 27. Oktober 1740 immatrikulierte er sich an der Universität Jena für das Studium der Rechtswissenschaften. Im 1747 bis 1751 von Paul Serres geführten Hallenser Serreschen Studentenalbum findet sich eine Eintragung von Friedrich von Rumohr.
Nach seinem Tod erhielt der achtjährige Theodosius von Moltzahn die Präbende; er starb jedoch schon im Jahr darauf. Danach ging die Präbende an Renatus Karl von Senckenberg.